# Duchałówka
Duchałówka – przysiółek Koszarawy położony w Polsce w województwie śląskim, w powiecie żywieckim, w gminie Koszarawa 24 kilometrów od Żywca.
W latach 1975–1998 przysiółek administracyjnie należał do województwa bielskiego.
Przysiółek położony jest na zboczach Lachowego Gronia na wysokości 700 m n.p.m. Składa się z 20 murowanych domów i z 10 zabytkowych drewnianych góralskich chałup. Zamieszkuje tu około 20 mieszkańców. Przysiółek jest oddalony od Koszarawy o około 1 km. W przeszłości Duchałówkę zamieszkiwało znacznie więcej osób, ich życie było uzależnione od rolnictwa.
Przechodzą przez niego 2 drogi:
- Wąwozowka pomiędzy Koszarawa Cichą a Duchałówką
- Droga Zimna Woda

Nazwa przysiółka pochodzi od słowa Duchać co znaczy w języku tutejszych mieszkańców silnie wiać.